# Zillertaler Türkenjäger
Die Zillertaler Türkenjäger sind ein anonymes neonazistisches Musikprojekt im Bereich Rechtsrock, das Mitte der 1990er Jahre ins Leben gerufen wurde und bisher drei Alben veröffentlicht hat. Der Name spielt auf die österreichische Schlagergruppe Zillertaler Schürzenjäger an. Die Namen der Produzenten und Musiker der Gruppe konnten nie ermittelt werden. Der Erfolg in der deutschen Neonazi-Szene lockte mehrere Nachahmer an.

## 12 doitsche Stimmungshits (1997)
Im Mai 1997 sorgte die CD 12 doitsche Stimmungshits für Aufsehen. Das Cover der CD wurde mit Fotomontagen gestaltet. Auf eine historische Aufnahme aus dem Deutsch-Sowjetischen Krieg, die durch deutsche Besatzungstruppen hingerichtete sowjetische Partisanen zeigt, wurden die Köpfe des damaligen VIVA-Moderators Mola Adebisi, Farin Urlaub von der Band Die Ärzte und Campino von der Band Die Toten Hosen montiert. Auf der CD wurden Karaokeversionen bekannter deutscher Schlager, wie z. B. Frankreich, Frankreich, Da Da Da, Kreuzberger Nächte oder Sonderzug nach Pankow mit neuen Texten versehen, die in hohem Maße antisemitisch, ausländerfeindlich und offenkundig nationalsozialistisch ausgerichtet sind. Es handelte sich um das erste Album, das in Anlehnung an bekannte Schlagermelodien versuchte, rassistische und antisemitische Inhalte zu verbreiten. Der Verfassungsschutzbericht des Landes Brandenburg nannte in seinem Bericht von 1997 dieses Album als Beispiel für die zunehmende Verbreitung rechtsextremistischer Musik und zitierte im Bericht für 1998 Texte der Band als Beispiele neonazistischer Liedtexte.
Veröffentlicht und vertrieben wurde der Tonträger von dem dänischen Label NS-Records, das zu jener Zeit eine der bedeutendsten Anlaufstellen europäischer, vor allem deutscher Neonazi-Bands war. Live-Auftritte des Projektes sind nicht bekannt.
Die Produzenten und Musiker der Zillertaler Türkenjäger konnten nie ausfindig gemacht werden. Die Staatsanwaltschaft versuchte Daniel „Gigi“ Giese, dem Sänger der Gruppe Stahlgewitter, eine Beteiligung am Projekt nachzuweisen. Stimmanalysen konnten diesen Verdacht allerdings nicht belegen.
Die CD 12 doitsche Stimmungshits der Zillertaler Türkenjäger wurde wegen Volksverhetzung gemäß § 130 StGB bundesweit beschlagnahmt, mit Beschlüssen
- des Amtsgerichts Oldenburg vom 9. November 1997 (Az. 44 Gs 3280/97) und
- des Amtsgerichts Winsen vom 30. März 1998 (Az. 7 Gs 113/98)

sowie bundesweit eingezogen mit Beschluss des Amtsgerichts Ulm vom 13. Januar 1998 (Az. 11 Ls 11 Js 10227/97).
Die Verbreitung und Bewerbung des Tonträgers steht nach § 130 StGB unter Strafe und kann mit einer Freiheitsstrafe bis zu drei Jahren oder einer Geldstrafe geahndet werden.
Rezeption
Das Album zählt zu den „wohl meistverbreiteten Tonträger[n] der deutschen Rechtsrock-Geschichte“. Gruppen wie Kommando Freisler, Die Faschistischen Vier, Die Härte und Gigi & Die Braunen Stadtmusikanten mit Daniel Giese übernahmen das Konzept der Gruppe und coverten ähnliche Lieder.

## Die lustigen Zillertaler (2009)
2009 erschien eine weitere CD mit rechtsextremen Texten unter dem Bandnamen Die lustigen Zillertaler mit dem Albumtitel Wir lassen uns das Singen nicht verbieten! Darauf wurden unter anderem die Lieder Schrei nach Liebe, Alles nur geklaut, Über den Wolken, Ein Stern, Hier kommt Alex und ’54, ’74, ’90, 2006 mit anderen Texten versehen. Wie bei der ersten CD sind die Sänger nicht bekannt. Das Album wurde am 31. August 2011 indiziert.

## Zillertaler Virenjäger (2022)
Im Jahr 2022 wurde unter dem Pseudonym Zillertaler Virenjäger das Album Endzeit Party veröffentlicht. Die Lieder sind größtenteils im Partyschlager-Stil gehalten und befassen sich unter anderem mit der Coronapandemie, der Flüchtlingskrise, dem Klimawandel und Greta Thunberg sowie mit Fußball. Dabei werden weiterhin rassistische Stereotype sowie Verschwörungstheorien bedient. Als Komponist der Werke ist Daniel Giese aufgeführt, gegen den wegen früherer Aufnahmen ermittelt wurde. Das Album wurde im März 2025 indiziert.

## Diskografie
- 1997: 12 doitsche Stimmungshits als Die Zillertaler Türkenjäger (CD, unbekannter Verleger) – 1997 indiziert,[12][13] 1997 beschlagnahmt, 1998 eingezogen
- 2009: Wir lassen uns das Singen nicht verbieten! als Die lustigen Zillertaler (CD, unbekannter Verleger) – 2011 indiziert
- 2022: Endzeit Party als Zillertaler Virenjäger (CD, Das Zeughaus) – 2025 indiziert[14]